# 北河 (臺灣地名)
北河，是臺灣苗栗縣公館鄉的一個傳統地域名稱，位於該鄉東北部。相較於今日行政區，其範圍大致與北河村相近。

## 歷史
台灣清治末期至日治初期，北河地區為一街庄，稱為「北河庄」，隸屬於苗栗一堡。該庄北與二崗坪庄、枋藔坑庄為鄰，東與獅潭庄為鄰，南邊為八角林庄、南河庄，西邊為尖山庄。
1901年（日治明治三十四年）11月，全台廢縣廳改設二十廳，該庄隸屬於苗栗廳。1909年（明治四十二年）10月，合併二十廳為十二廳，該庄改隸屬於新竹廳。1920年（大正九年），廢十二廳改設五州二廳，該庄改制為「北河」大字，隸屬於新竹州苗栗郡公館庄。
戰後公館庄改制為公館鄉，隸屬於新竹縣，大字亦改制為村。1950年桃、竹、苗分治，公館鄉改隸屬於苗栗縣。

## 聚落
本地區發展較早的聚落有北河、雙合水、絲茅坪、獅頭凸、暗影、大窩等，在日治期初期的官方地圖上已有記載。此外，本地區尚有買石坪、斬缺、暗坑仔、蛤蟆石下、芎蕉坪、茄苳樹下、向西排等聚落。

## 交通
鄉道苗26線是五板橋至茄苳樹下的道路，其東側端點位於本地區中部偏北的北安橋頭。由此向西南西轉西再轉西南出境後，可前往南河、寬仁、鶴子岡（鶴岡）、五板橋並止於省道台6線路口。由該道路東側端點向東北東續行，可經錫隘隧道前往獅潭的錫隘並止於省道台3線路口。
鄉道苗26-2線是尖山至雙合水的道路，其東側端點位於本地區西部雙合水東側的鄉道苗26線路口。由此向北北西轉西北西蜿蜒出境後，可前往尖山的舉人坪西南側鄉道苗25-1線路口。